# 邓迪联足球俱乐部
邓迪联足球俱乐部（Dundee United Football Club），簡稱登地聯，是蘇格蘭邓迪的球隊，成立於1909年。現時參加蘇格蘭超級足球聯賽。邓迪市共有兩支職業球會，另一支是蘇超的邓迪足球俱乐部（Dundee F.C.）。

## 球會歷史
由於有在愛丁堡的及格拉斯哥的成功建立的先例，登地的愛爾蘭人社區於1909年在當地一支名為的地區球隊在三年前停辦後再建立一支新的球隊，命名為登地喜百年（Dundee Hibernian），首場比賽於1909年8月18日友賽對喜百年，雙方1-1言和。1910年6月7日獲邀加入蘇格蘭聯賽。
在1915年因第一次世界大戰爆發而停止包括登地喜百年在內的乙組聯賽，球隊在戰時加入地區性的東部聯賽（Eastern League）。戰後因抗議蘇格蘭聯賽未有復辦乙組聯賽而退出，同年獲得東部聯賽冠軍。於1920年6月再次加入蘇格蘭聯賽，仍因甲組球隊阻撓復辦乙組，十二個月內第二次退出。球隊加入中央聯賽（Central League），而最終蘇格蘭聯賽在1921年吸納中央聯賽組成乙組聯賽，並且確立升降制度，球隊再次回到蘇格蘭聯賽。但球隊卻成為升降制度的首名受害者，再次被逐出聯賽後更有傳言球隊將會解散，幸得友會些路迪將預備隊退出聯盟聯賽（Alliance League），再引荐登地喜百年加入才有容身之處。
在聯盟聯賽作賽的成績乏善可陳，於1923年球隊為一個本地的商人集團出資收購才可免於解散，他們決定更改名稱以獲得更廣泛的支持，原先考慮改為登地市（Dundee City），但因同市的反對而作罷，最終在10月26日正式更改為登地聯，球衣亦由傳統的愛爾蘭綠色改為黑白橫間。雖然獲邀加入新成立的丙組聯賽，但新領導層展開遊說而最終獲邀再次加入乙組聯賽。
1924/25年首次奪得乙組聯賽冠軍獲得升級甲組，但只能在頂級聯賽逗留兩季後降級，1928/29年再奪冠及1930/31年升級只維持了一年便在翌年降級。1959年夏季球隊任命杰里·克尔（Jerry Kerr）為領隊，首年即能帶領球隊獲得乙組亞軍升級重回闊別28年的甲組聯賽，自此以後（除1995/96年外）登地聯一直維持在頂級組別角逐。
在60年代球隊引入如厄尔扬·佩尔松（Orjan Persson）、施文（Finn Seemann）、倫納特·榮（Lennart Wing）、杜成（Finn Dossing） 及伯格（Mogens Berg）等高質北歐外援，協助球隊首次進軍歐洲比賽，1966年在博览会杯淘汰衛冕的。由於歐洲比賽的成績使球隊獲邀在1967年以達拉斯龍捲風的名義出戰北美足球聯賽，首次穿著龍捲風的橙色的球衣比賽。克尔的妻子說服球隊的董事會將球衣更換成較鮮明及摩登的橙色，新球衣在同年8月季前對的友誼賽首次亮相。
年僅三十四歲同市死敵登地的教練在1971年12月接手退休的克尔出任領隊，從此開創球隊歷史光輝的一頁。麥連首先購入富經驗的球員穩定球隊的成績，並訂立青年球員訓練計劃提供未來的動力，任教初期球隊位列中游。1974年球隊首次晉身蘇格蘭杯決賽，以0-3負於些路迪。青訓成績逐漸顯現，新秀日漸成熟，1978年及1979年連續兩年獲得超級聯賽第三位，更於1979/80年在聯賽杯決賽3-0擊敗奪得首個全國性杯賽冠軍，翌年再在決賽3-0擊敗登地而衛冕冠軍。1982/83年以創紀錄的分數（56分）及入球數目（90球）首次奪得超級聯賽冠軍。
首次參加歐洲盃第一輪兩回合累計6-0淘汰馬爾他咸溫斯巴達（Hamrun Spartans），第二輪兩回合累計4-0擊敗比利時標準列治（Standard Liège），八強2-2憑作客入球優惠險勝奧地利维也纳快速（SK Rapid Wien），一直殺入準決賽對擁有巴西名將科高（Falcão）及施里蘇（Toninho Cerezo）的義大利羅馬，首回合主場2-0領前，但作客0-3落敗累計2-3而飲恨出局。 
登地聯在歐洲比賽的頂峰可回溯到1986/87年，當年成為首支打入決賽的蘇格蘭球隊。第一輪兩回合累計2-1擊敗法國朗斯（RC Lens），第二輪兩回合累計3-1淘汰羅馬尼亞克拉奧華（FC Universitatea Craiova），第三輪兩回合累計2-0戰勝南斯拉夫夏積杜克（Hajduk Split），八強出戰由泰利·雲拿保斯（Terry Venables）帶領的西班牙，首回合主場1-0險勝，次回合作客再以2-1獲勝，兩回合累計3-1過關兼保持對巴塞隆拿百份百的勝出率，準決賽對西德首回合只能賽和0-0，次回合作客反勝2-0晉身決賽對瑞典哥登堡（IFK Göteborg），首回合作客小負0-1，次回合回到主場只能失望地打和1-1，累計1-2失去奪標的機會。為表揚登地聯的球迷（綽號阿拉伯人）在決賽的體育精神，国际足联（FIFA）首次頒發国际足联公平竞赛奖（Fair Play Award）作為鼓勵。
在這時期登地聯及由帶領的聯手打破“老字號”（些路迪及格拉斯哥流浪）的壟斷而被合稱為“新字號”。由於同市的當時並不在頂級聯賽之列，新字號對碰的激烈性及重要性遠超過登地市打比。
球隊在麥連領導下由相對地卑微的小球隊發展成為蘇格蘭的前領的球隊，麥連在就任廿二年後的1993年6月卸下領隊職務，晉升為球隊主席。南斯拉夫籍的伊凡·哥力（Ivan Golac）繼任成為蘇格蘭球隊首位歐洲大陸的領隊，哥力是英格蘭球隊外援條例放寬後首批登陸的外援球員，在1978年加盟，1986年退休後回到母會柏迪遜（FK Partizan）展開教練生涯，在1990年代初期回到英國尋找機會，獲邀繼承麥連出任登地聯的領隊。哥力從麥連手上接收一隊年青而有天份的球隊，但他需要首先將一向與麥連意見不合的，以當時英國球隊之間轉會費新紀錄375萬英鎊賣給由球隊前助理領隊禾達史密夫（Walter Smith）帶領的格拉斯哥流浪。哥力帶有嬉皮士的性格與其前任人麥連的嚴厲南轅北轍，曾在訓練中帶領球員到公園聞鮮花香味！首季的聯賽成績僅獲第六位，是除超級聯賽成立首季（1975/76年）排第八位外最低的成績，但蘇格蘭杯卻能先後淘汰（3-2）、鄧弗姆林（2-2, 1-0）、艾迪爾人（0-0, 2-0）及鴨巴甸（1-1, 1-0）打入決賽，球隊在麥連麾下曾六度晉身決賽均鎩羽而回，5月21日決賽對格拉斯哥流浪，憑克雷格·布雷斯特的唯一入球以1-0獲勝首奪蘇格蘭杯，完成球隊取得所有本土重要錦標的榮譽。

2009年100週年會徽

翌年（1994/95年）球隊命運大逆轉，在新年後連串敗仗將球隊捲入護級旋渦，3月12日蘇格蘭杯八強被2-1擊敗而粉碎衛冕美夢，而哥力亦因成績不濟及與麥連意見不合而被徹職。前隊員比利·柯克伍德（Billy Kirkwood）走馬上任，當時尚餘九場聯賽而球隊排於第七位，比榜末的多7分，但接下來球隊只能取得1勝1和5負的差劣成績，排於第九位，聯賽尚餘兩輪時作客1-2負於榜尾的鴨巴甸令形勢對調，聯賽最後一戰主場0-1負於些路迪而宣告護級失敗，降級甲組。柯克伍德重建球隊，最終取得甲組聯賽亞軍，需與超級聯賽排名尾二的柏德烈菲士圖進行兩回合附加賽競逐超聯一席位，首回合作客踢成1-1平手，次回合主場2-1獲勝，累計3-2在降級僅一年後重回頂級聯賽行列。同年（1995/96年）首次角逐聯賽挑戰杯的登地聯以不失一球的成績晉身決賽，但決賽與在加時後仍只能保持0-0平手，最後十二碼以4-5僅負。
其後的登地聯只能在聯賽下游掙扎，2000/01年及2002/03年兩季更排在第十一位僅能逃過降級厄運。只在2005年晉身蘇格蘭杯決賽，以0-1負於些路迪無緣錦標。
2002年9月，埃迪·汤普森（Eddie Thompson）獲得球隊的傳奇領隊兼主要股東占·麥連將股份出售而成為大股東，而球迷會「阿拉伯人基金」（ArabTRUST）則為第二大股東。

## 球會榮譽
| 榮譽          | 次數        | 年度                   |
| 聯 賽 比 賽   | 聯 賽 比 賽 | 聯 賽 比 賽            |
| ------------- | ----------- | ---------------------- |
| 超級聯賽 冠軍 | 1           | 1982/83年。            |
| 乙組聯賽 冠軍 | 2           | 1924/25年、1928/29年。 |
| 盃 賽 比 賽   |             |                        |
| 足總盃 冠軍   | 2           | 1994年、2010年         |
| 聯賽盃 冠軍   | 2           | 1980年、1981年         |
| 挑戰盃 冠軍   | 1           | 2017年                 |

## 著名球星
- （Christian Dailly）
- （Kevin Gallacher）
- （Richard Gough）
- （Andy Gray）
- （Maurice Malpas）
- （Paul Sturrock）

## 外部連結
- 登地聯官方網站
- 球迷網站（Dundee United Mad） （页面存档备份，存于）